# (6682) Makarij
(6682) Makarij (1973 ST3) – planetoida z pasa głównego asteroid okrążająca Słońce w ciągu 3,63 lat w średniej odległości 2,36 j.a. Odkryta 25 września 1973 roku.